# Genevieve Horton
Genevieve Horton, född 6 januari 1995, är en australisk roddare.
Horton tävlade för Australien vid olympiska sommarspelen 2016 i Rio de Janeiro, där hon tillsammans med Sally Kehoe slutade på 9:e plats i dubbelsculler.